# Moriarty (Nuovo Messico)
Moriarty è un comune (city) degli Stati Uniti d'America della contea di Torrance nello Stato del Nuovo Messico. La popolazione era di 1,910 persone al censimento del 2010. Fa parte dell'area metropolitana di Albuquerque.

## Geografia fisica
Moriarty è situata a 35°00′00″N 106°02′48″W (34.999815, -106.046667).
Secondo lo United States Census Bureau, ha un'area totale di 4,8 miglia quadrate (12 km²).

## Società

### Evoluzione demografica
Secondo il censimento del 2000, c'erano 1,765 persone.

### Etnie e minoranze straniere
Secondo il censimento del 2000, la composizione etnica della città era formata dal 73,54% di bianchi, lo 0,62% di afroamericani, il 2,49% di nativi americani, lo 0,28% di asiatici, lo 0,06% di oceanici, il 18,75% di altre razze, e il 4,25% di due o più etnie. Ispanici o latinos di qualunque razza erano il 40,79% della popolazione.